# تائنتوکی
تائنتوکی (به لاتین: Thaentookki) یک منطقهٔ مسکونی در سری‌لانکا است که در استان شمالی (سری‌لانکا) واقع شده‌است.